# Pedicularis pseudoversicolor
Pedicularis pseudoversicolor är en snyltrotsväxtart som beskrevs av Hand.-mazz.. Pedicularis pseudoversicolor ingår i släktet spiror, och familjen snyltrotsväxter. Inga underarter finns listade i Catalogue of Life.